# Zlatko Mojsoski
Zlatko Mojsoski (mazedonisch Златко Мојсоски; * 15. November 1981 in Struga, SFR Jugoslawien) ist ein mazedonischer Handballspieler, der zumeist auf Rechtsaußen eingesetzt wird.
Der 1,80 m große und 81 kg schwere Linkshänder begann seine Profikarriere beim mazedonischen Verein RK Struga Ilinden. 2001 wechselte er zum RK Pelister Bitola, mit dem er im EHF Challenge Cup 2001/02, im EHF-Pokal 2002/03 und im Europapokal der Pokalsieger 2004/05 spielte. Anschließend lief er für RK Ohrid und VV Tikveš 06 Kavadarci auf. 2007 schloss er sich dem RK Vardar Skopje an. Mit dem Hauptstadtklub wurde er 2008 Pokalsieger und 2009 mazedonischer Meister. International erreichte er in der EHF Champions League 2007/08 und 2009/10 die Gruppenphase sowie im EHF-Europapokal der Pokalsieger 2008/09 die dritte Runde. Ab 2010 lief er für den Stadtrivalen RK Metalurg Skopje auf. 2011, 2012 und 2014 gewann er die Meisterschaft sowie 2011 und 2013 den Pokal. Im EHF-Pokal 2010/11 und in der EHF Champions League 2011/12 kam er bis ins Achtelfinale, in der Königsklasse 2012/13 und 2013/14 ins Viertelfinale.
Mit der Mazedonischen Nationalmannschaft nahm Zlatko Mojsoski an der Europameisterschaft 2012, der Weltmeisterschaft 2013 und der Europameisterschaft 2014 teil. Bisher bestritt er 35 Länderspiele, in denen er 47 Tore erzielte.
Mojsoski trainiert seit 2023 die nordmazedonische Beachhandball-Nationalmannschaft.